# Виддерн
Виддерн (нем. Widdern) — город в Германии, в земле Баден-Вюртемберг. 
Подчинён административному округу Штутгарт. Входит в состав района Хайльбронн.  Население составляет 1916 человек (на 31 декабря 2010 года). Занимает площадь 25,23 км². Официальный код  —  08 1 25 103.
Город подразделяется на 2 городских района.

## Фотографии

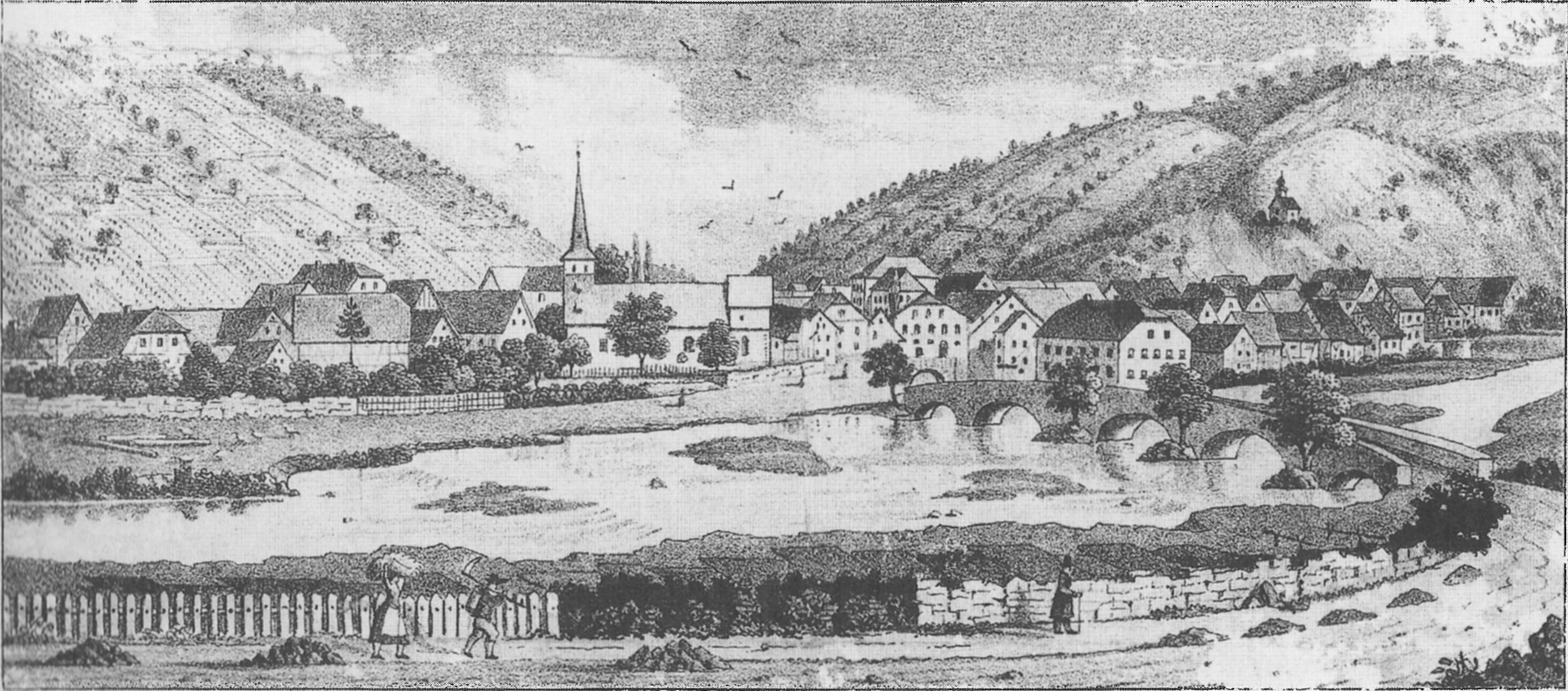
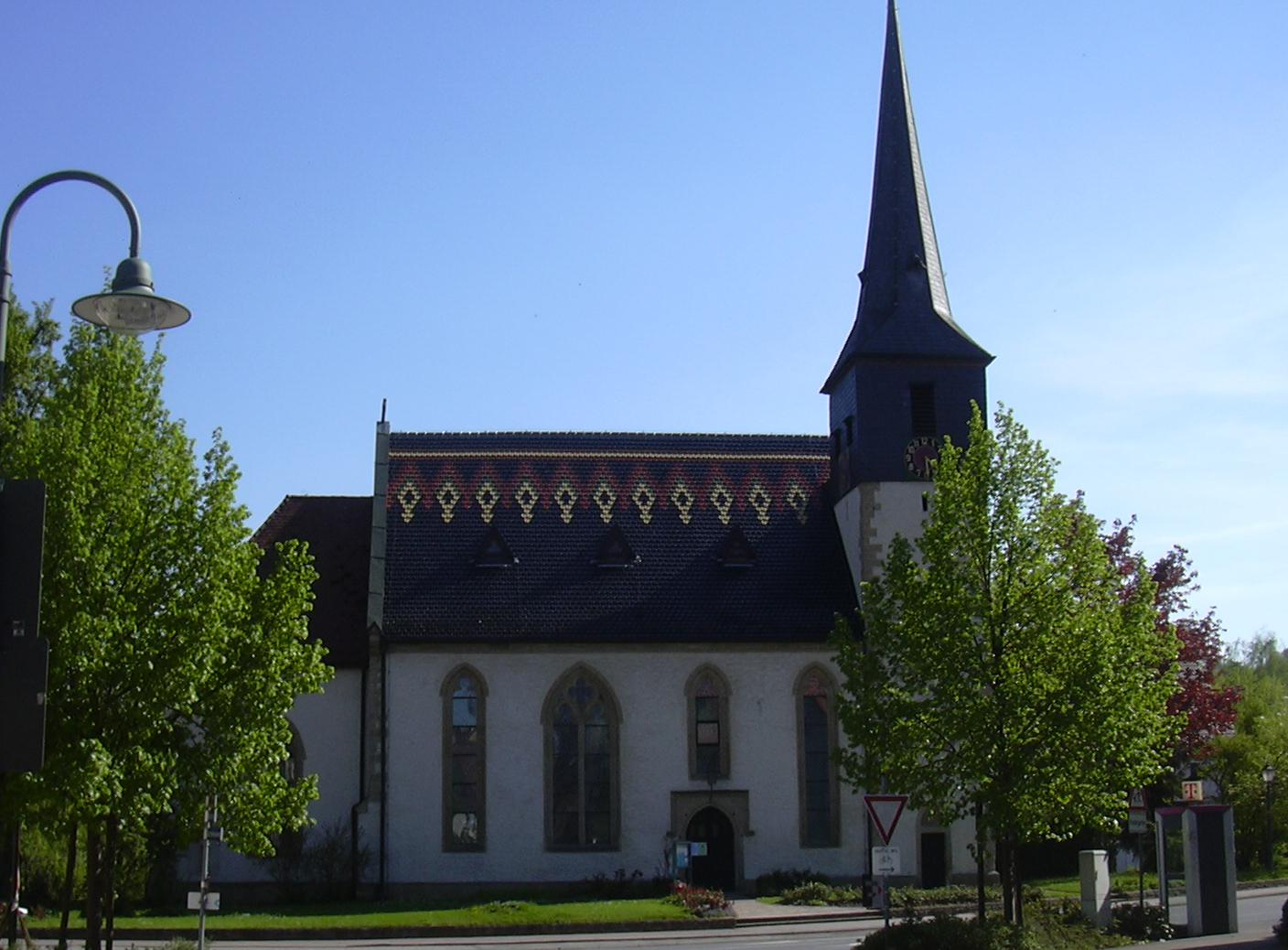
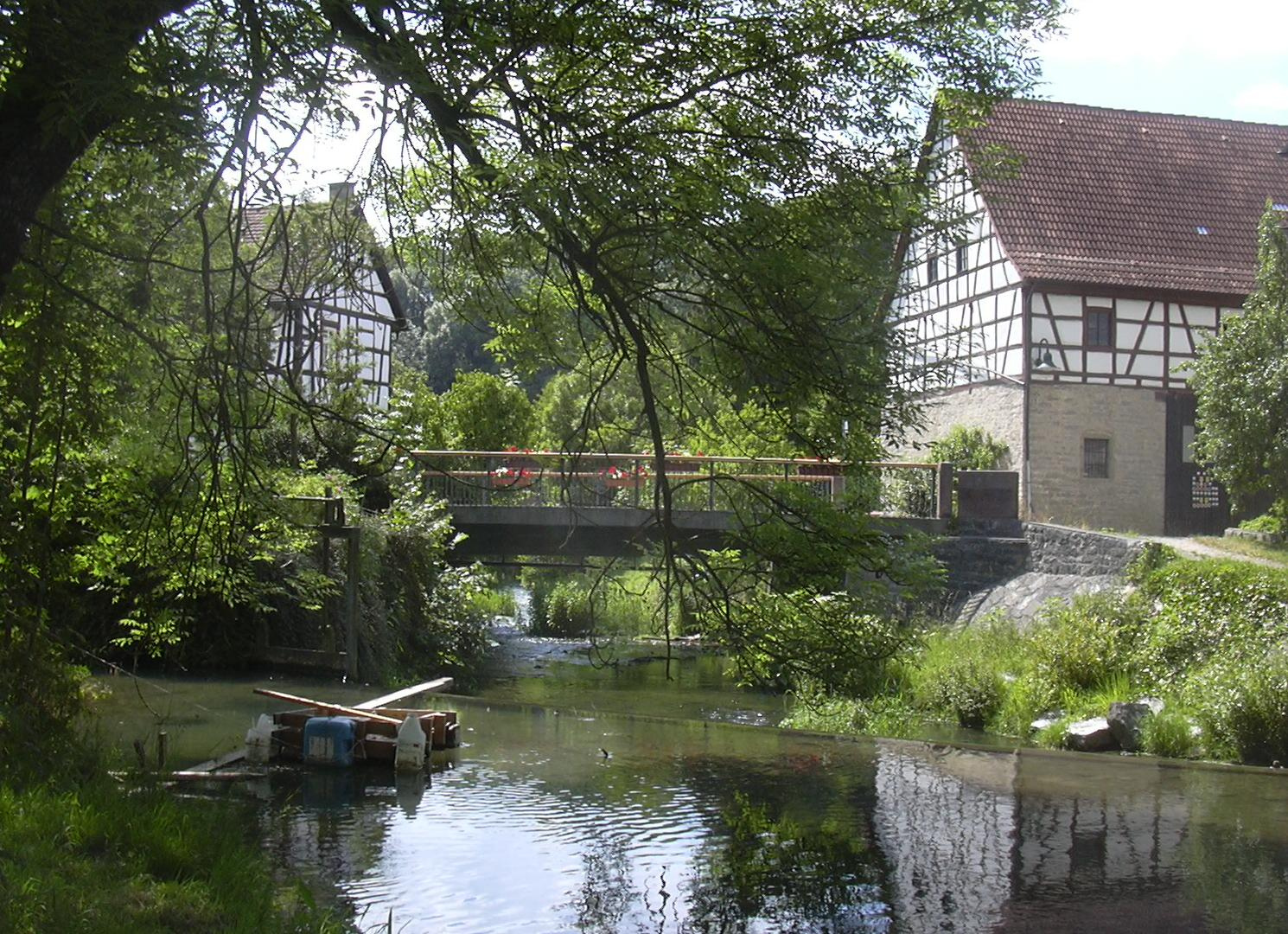
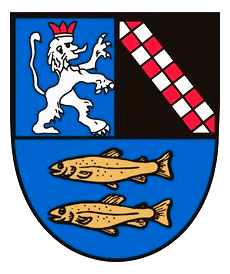